# Barbara Guillaume
Barbara Guillaume dit Rebecca Marie Guillaume est une autrice, compositrice, interprète, actrice et comédienne haïtienne.

## Biographie
Barbara Guillaume est la fille d'un pasteur à Lacoline d’Aquin (sud d’Haïti). Barbara détient une maîtrise en formation à distance et de nombreux certificats dans plusieurs domaines dont un en droit au Canada. Féministe avertie, la cause de la femme est en tête de liste de ses batailles. Elle est mère de deux enfants adoptifs et de « beaucoup d’enfants en Haïti ».

## Carrière musicale
Barbara Guillaume entame sa carrière de chanteuse de gospel à l’église. Dès l'âge de 8 ans, elle reçoit un petit gâteau créole à base de pistache comme première récompense pour sa musique. C'est en 1987, avec l’album KP qui contient l’opus « Ras klass moun » que Barbara Guillaume atteint la notoriété. Cet album est signé par Serge Madhére. Le deuxième album, sorti en 1988, Zo Pélen est censuré. Plus tard, elle produit en 1990 Lanmou Pouri et finit par produire seulement quatre albums.

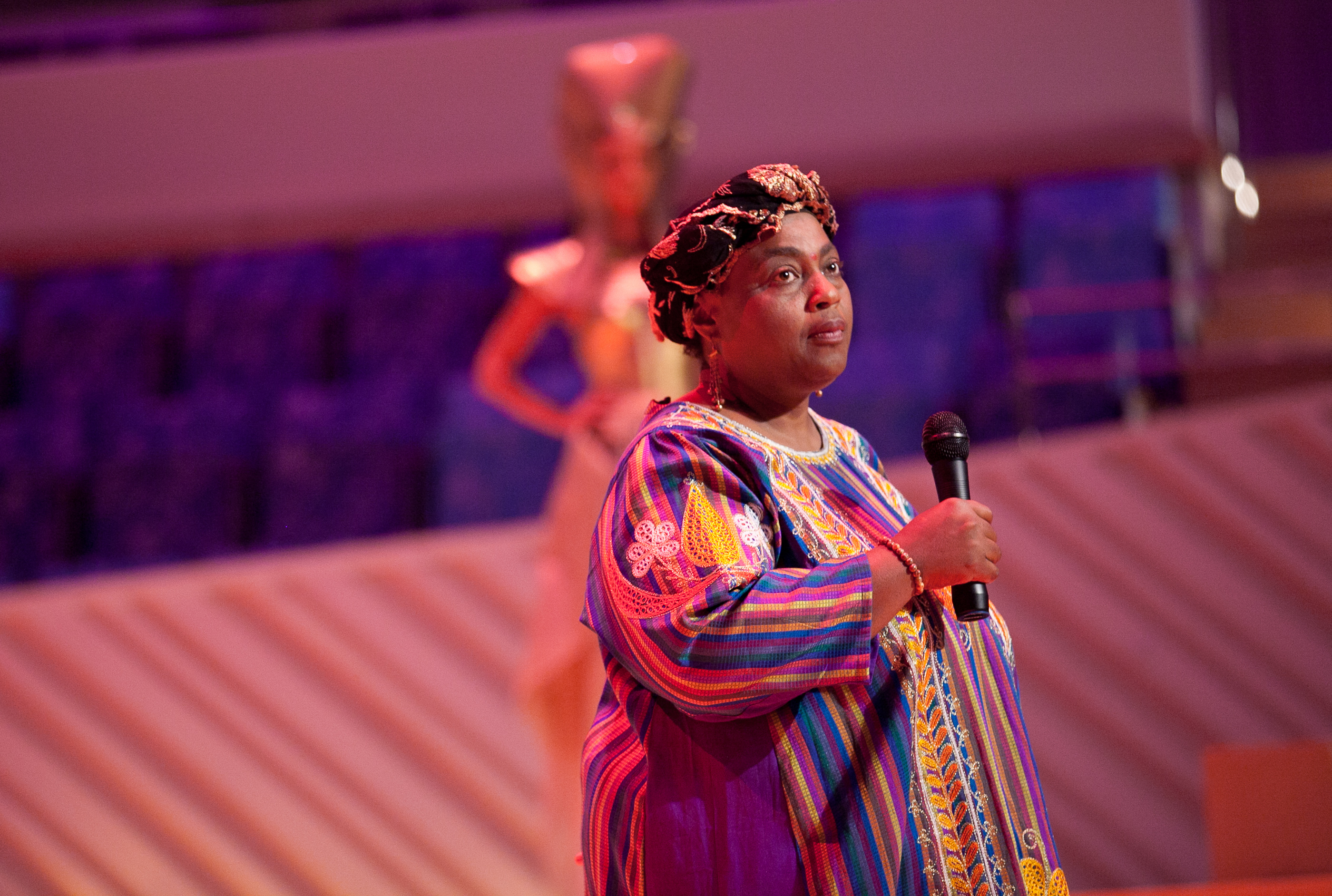
Barbara Guillaume en 2011.

En juin 2002, le public québécois découvre pour la première fois l'artiste lors de son show "Haiti fête Québec". Elle interprète « Di yo nou la » de Pierre Eliott Trudeau et des interprétations de Ginette Reno.
À travers ses chansons, elle fait passer des messages forts et patriotiques en faveur des femmes. À l'occasion de la Journée mondiale de la femme et de celle de la femme haïtienne, célébrée en Haïti tous les 3 avril, elle chante une version créole de « One Woman », la chanson-thème de ONU-Femmes. En plus de la musique, cette militante prône les droits de la femme en mettant sur pied la clinique « nap vanse» (en créole haïtien) qui offre des soins gratuits à quelque 200 patients par jour dans le quartier populaire de Wharf Jérémie, à Cité Soleil.

## Carrière cinématographique
Barbara Guillaume s'est investie dans les devoirs de mémoire, à travers une tragédie musico-théâtrale dénommée Kiskeya. Il s'agit de l'histoire du premier peuple noir ayant brisé les chaînes de l'esclavage. Ce projet rentre dans le cadre du multiculturalisme et de la lutte contre le racisme.î

## Carrière politique
Entre la chanson et le vécu, Barbara Guillaume s'est présentée aux élections municipales et sénatoriales en 2000. Elles s'est rendue à l'enclave américaine à Cuba, pour une visite. Un geste appréciée par la communauté haïtienne. Guantanamo, transformé en prison pour les boat people haïtiens, désirant se rendre à Miami plus proche, lui inspire une chanson.

## Discographie
- Nou se youn ras moun youn klas moun (1987)
- Zo Pélen (1988)
- Lanmou Pouri (1990)